# Sergiusz (ormiański współpatriarcha Jerozolimy)
Sergiusz (ur. ?, zm. ?) – w latach 1394–1415 ormiański współpatriarcha Jerozolimy